# Phyllactis cichoracea
Phyllactis cichoracea is een zeeanemonensoort uit de familie Actiniidae.
Phyllactis cichoracea is voor het eerst wetenschappelijk beschreven door Milne-Edwards in Haeckel in 1876.